# Martin Manley
Martin Manley (ur. 10 marca 1997) – jamajski lekkoatleta, specjalista od biegów sprinterskich.
Jako junior, stawał na najwyższym stopniu podium CARIFTA Games. W 2013 w Doniecku został mistrzem świata juniorów młodszych na dystansie 400 metrów i w sztafecie szwedzkiej. W 2014 sięgnął po brąz w sztafecie 4 × 400 metrów podczas mistrzostw świata juniorów w Eugene. Złoty medalista igrzysk olimpijskich młodzieży w Nankin (2014) oraz brązowy medalista IAAF World Relays (2017).

## Osiągnięcia
| Rok  | Impreza                               | Miejsce      | Konkurencja             | Lokata     | Wynik   |
| ---- | ------------------------------------- | ------------ | ----------------------- | ---------- | ------- |
| 2013 | Mistrzostwa świata juniorów młodszych | Donieck      | bieg na 400 metrów      | 1. miejsce | 45,89   |
| 2013 | Mistrzostwa świata juniorów młodszych | Donieck      | sztafeta szwedzka       | 1. miejsce | 1:49,23 |
| 2014 | Mistrzostwa świata juniorów           | Eugene       | bieg na 400 metrów      | półfinał   | 48,38   |
| 2014 | Mistrzostwa świata juniorów           | Eugene       | sztafeta 4 × 400 metrów | 3. miejsce | 3:04,47 |
| 2014 | Igrzyska olimpijskie młodzieży        | Nankin       | bieg na 400 metrów      | 1. miejsce | 46,31   |
| 2016 | Młodzieżowe mistrzostwa NACAC         | San Salvador | bieg na 400 metrów      | eliminacje | 47,76   |
| 2016 | Młodzieżowe mistrzostwa NACAC         | San Salvador | sztafeta 4 × 400 metrów | 2. miejsce | 3:04,11 |
| 2017 | IAAF World Relays                     | Nassau       | sztafeta 4 × 400 metrów | 3. miejsce | 3:02,86 |

## Rekordy życiowe
- Bieg na 200 metrów – 20,57 (2014)
- Bieg na 400 metrów – 45,89 (2013)